# Ентеросорбент
Ентеросорбе́нт — препарат, що використовують з метою зв'язування та виведення з травної системи екзо- та ендогенних токсинів, ксенобіотиків. Ентеросорбенти вживають перорально. Є сорбенти для захоплення токсичних речовин під час екстракорпоральної детоксикації гемосорбції — їх називають гемосорбентами.